# Fabio Lenzi
Fabio Lenzi (Brescia, 30 dicembre 1975) è un pilota motociclistico italiano ritiratosi dall'attività agonistica, specialista nel trial.

## Carriera
Inizia la carriera come ciclista dedicandosi al biketrial (campione italiano nell'89) prima di passare alle due ruote a motore. Vince varie volte l'italiano Cadetti classe 50 e Junior classe 125 prima di passare alla massima categoria del trial italiano.

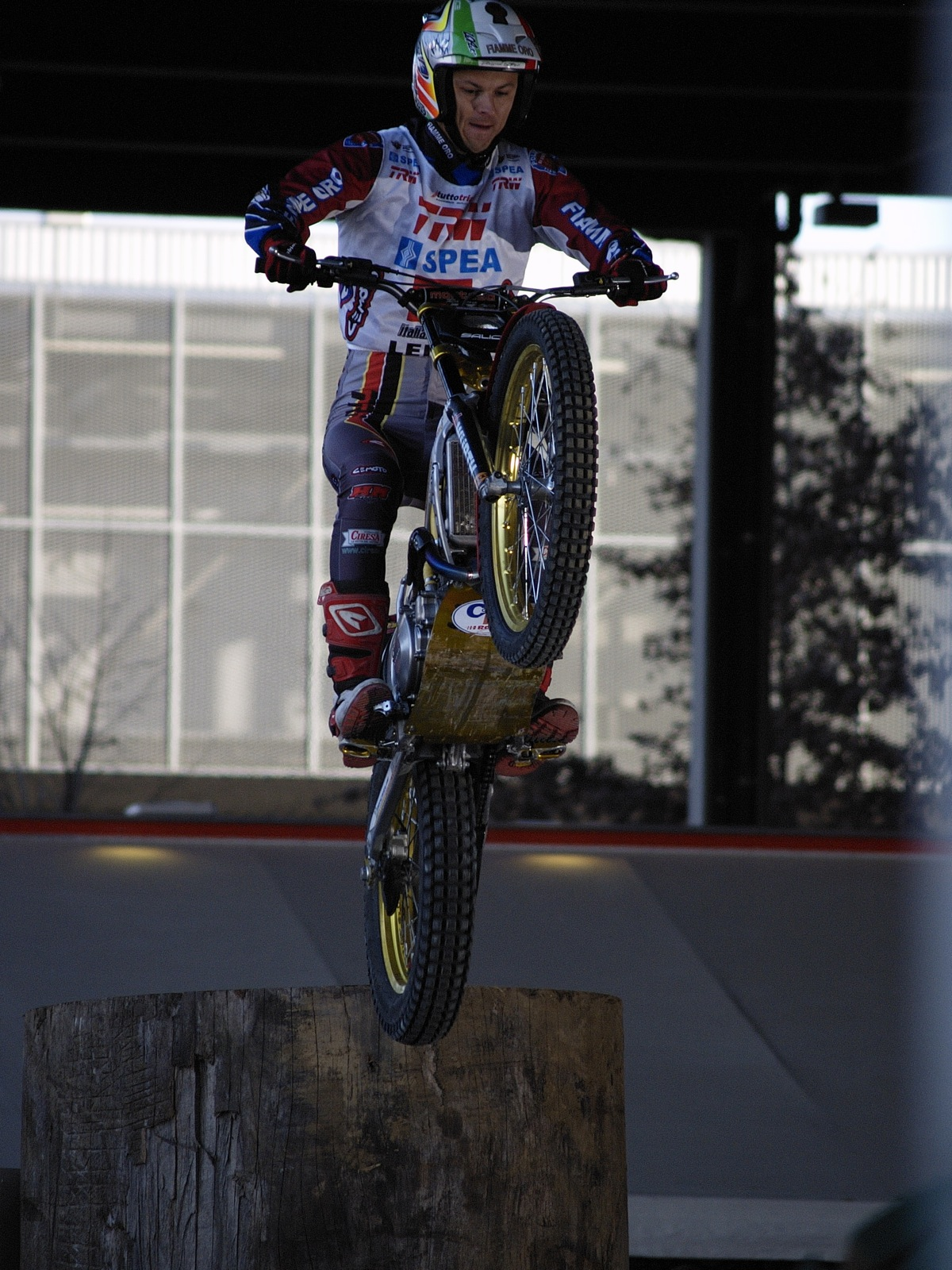
Lenzi all'EICMA 2007.

Nella sua lunga carriera è stato per ben sedici volte campione italiano di trial fra il 2003 e il 2010. Può vantare sette titoli nel campionato Outdoor, otto nell'Indoor e un tricolore nel trofeo Hard Trial conquistato nel 2009.
Le prime apparizioni internazionali sono datate 1992, quando corre un'intera stagione nel Campionato europeo di specialità e debutta nel Campionato mondiale Trial prendendo parte alla tappa italiana della manifestazione. Da allora è un crescendo di soddisfazioni: prende parte per quasi vent'anni ai campionati europeo e mondiale, collezionando numerosi piazzamenti e anche alcune vittorie. Sfiora il colpaccio nel 2007 quando in sella a una Montesa si classifica secondo nel campionato europeo, per un soffio dietro allo spagnolo compagno di marca Daniel Gibert. Nel 2008 è campione italiano sia esterno che Indoor. Dal 2011 gareggia con Beta Motor.
Il suo palmarès conta inoltre 4 terzi posti nel campionato europeo e alcune sporadiche apparizioni nel mondiale Indoor. Viene anche chiamato numerose volte dalla Federazione Motociclistica Italiana a difendere i colori azzurri nel Trial delle Nazioni. A partire dal 1996 saranno addirittura 15 le partecipazioni al mondiale per nazioni (oltre a due presenze nel team di Trial Indoor nel 2002 e nel 2007), anche se purtroppo la squadra italiana non riuscirà mai ad andare oltre il terzo gradino del podio.
Da ricordare infine alcune vittorie in competizioni minori, quali la Tre Giorni della Valtellina, la Due Giorni della Brianza e il Trofeo Marathon. Fa parte del gruppo sportivo Fiamme Oro dove, dopo il ritiro dalle competizioni, ricopre la carica di tecnico trial responsabile della sezione giovanile. Nell'assemblea elettiva della FMI è stato eletto come consigliere federale in quota licenziati per il quadriennio 2017-2021, successivamente nominato Direttore Tecnico Trial, carica tuttora ricoperta. Dal 2019 ricopre la carica di membro della Commissione Trial nella Federazione Internazionale di Motociclismo.